# Квільно (Лодзинське воєводство)
Квільно (пол. Kwilno) — село в Польщі, у гміні Зґеж Зґерського повіту Лодзинського воєводства.
Населення — 116 осіб (2011).

## Демографія
Демографічна структура станом на 31 березня 2011 року:
|          | Загалом | Допрацездатний вік | Працездатний вік | Постпрацездатний вік |
| -------- | ------- | ------------------ | ---------------- | -------------------- |
| Чоловіки | 61      | 12                 | 40               | 9                    |
| Жінки    | 55      | 7                  | 34               | 14                   |
| Разом    | 116     | 19                 | 74               | 23                   |